# Capasa macarta
Capasa macarta là một loài bướm đêm trong họ Geometridae.